# فینال جام یوفا ۱۹۹۱
فینال جام یوفا ۱۹۹۱، رقابت پایانی جام یوفا در سال ۱۹۹۱ میلادی است که مابین دو تیم باشگاه فوتبال اینتر میلان و باشگاه فوتبال آ. اس. رم برگزار شده‌است.
این مسابقه که در تاریخ‌های ۸ مه ۱۹۹۱ و ۲۲ مه ۱۹۹۱ انجام شده‌است در مجموع با نتیجه ۲ بر ۱ به سود باشگاه فوتبال اینتر میلان به پایان رسید.